# Lehtineniana tahitiensis
Espèce
Synonymes
- Uloborus tahitiensis Berland, 1934

Lehtineniana tahitiensis est une espèce d'araignées aranéomorphes de la famille des Uloboridae.

## Distribution
Cette espèce est endémique de Polynésie française. Elle se rencontre dans les îles de la Société, les îles Australes et les îles Marquises.

## Description

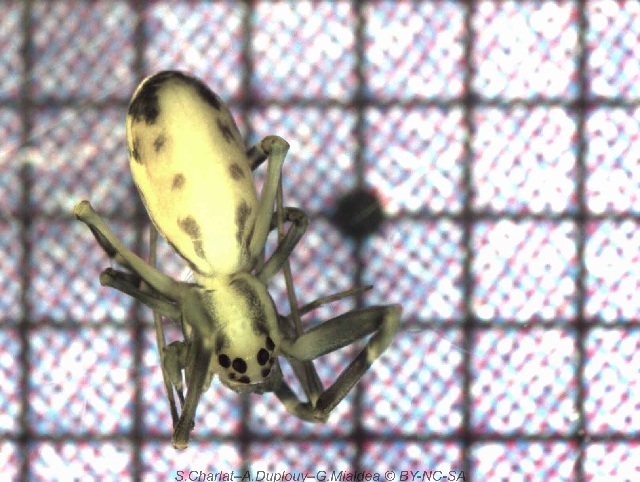
Lehtineniana tahitiensis

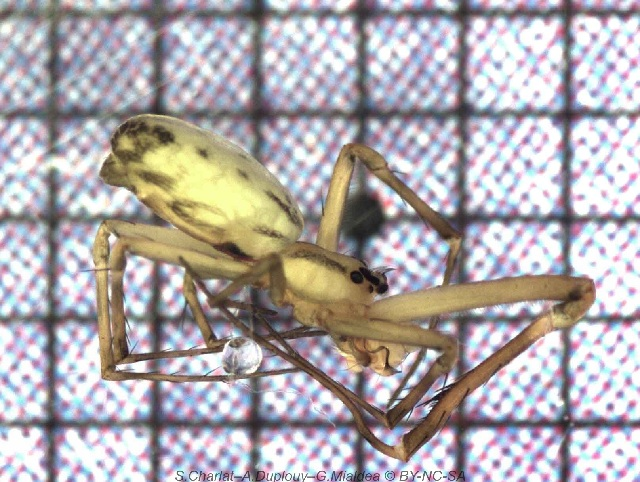
Lehtineniana tahitiensis

La femelle syntype mesure 6 mm.

## Systématique et taxinomie
Cette espèce a été décrite sous le protonyme Uloborus tahitiensis par Berland en 1934. Elle est placée dans le genre Tangaroa par Lehtinen en 1967. Tangaroa Lehtinen, 1967 étant préoccupé par Tangaroa Marcus, 1952, il a été remplacé par Lehtineniana par Sherwood en 2022.

## Étymologie
Son nom d'espèce, composé de tahiti et du suffixe latin -ensis, « qui vit dans, qui habite », lui a été donné en référence au lieu de sa découverte, Tahiti.

## Publication originale
- Berland, 1934 : « Araignées de Polynésie. » Annales de la Société Entomologique de France, vol. 103, p. 321-336.